# Rubaniwka
Rubaniwka (ukrainisch Рубанівка; russisch Рубановка Rubanowka) ist ein Dorf im Nordosten der ukrainischen Oblast Cherson mit etwa 4100 Einwohnern (2010).

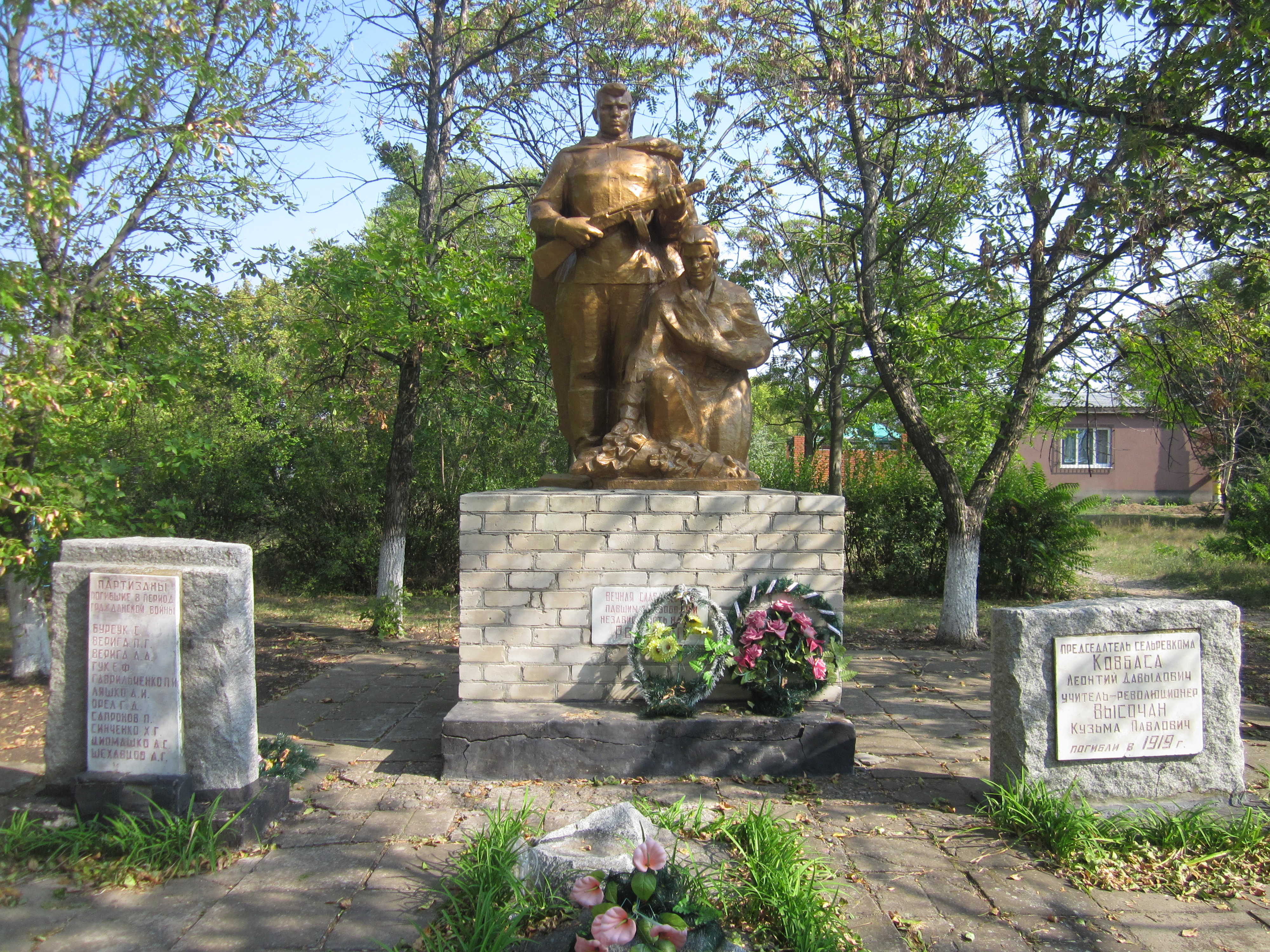
Denkmal im Ort

Rubaniwka wurde 1798 gegründet und liegt an der Territorialstraße T–22–09 31 km südöstlich vom ehemaligen Rajonzentrum Welyka Lepetycha und etwa 170 km nordöstlich der Oblasthauptstadt Cherson.

## Verwaltungsgliederung
Am 12. Juni 2020 wurde das Dorf zum Zentrum der neugegründeten Landgemeinde Rubaniwka (ukrainisch Рубанівська сільська громада/Rubaniwska silska hromada), zu dieser zählen auch noch die 4 in der untenstehenden Tabelle aufgelistetenen Dörfer, bis dahin bildete es zusammen mit dem Dorf Wessele die gleichnamige Landratsgemeinde Rubaniwka (Рубанівська сільська рада/Rubaniwska silska rada) im Süden des Rajons Welyka Lepetycha.
Seit dem 17. Juli 2020 ist sie ein Teil des Rajons Kachowka.
Folgende Orte sind neben dem Hauptort Rubaniwka Teil der Gemeinde:
| Name                     | Name       | Name                     |
| ukrainisch transkribiert | ukrainisch | russisch                 |
| ------------------------ | ---------- | ------------------------ |
| Demydiwka                | Демидівка  | Демидовка (Demidowka)    |
| Mykolajiwka              | Миколаївка | Николаевка (Nikolajewka) |
| Saporischschja           | Запоріжжя  | Запорожье (Saporoschje)  |
| Wessele                  | Веселе     | Весёлое (Wessjoloje)     |